# Mirko Rachowitch

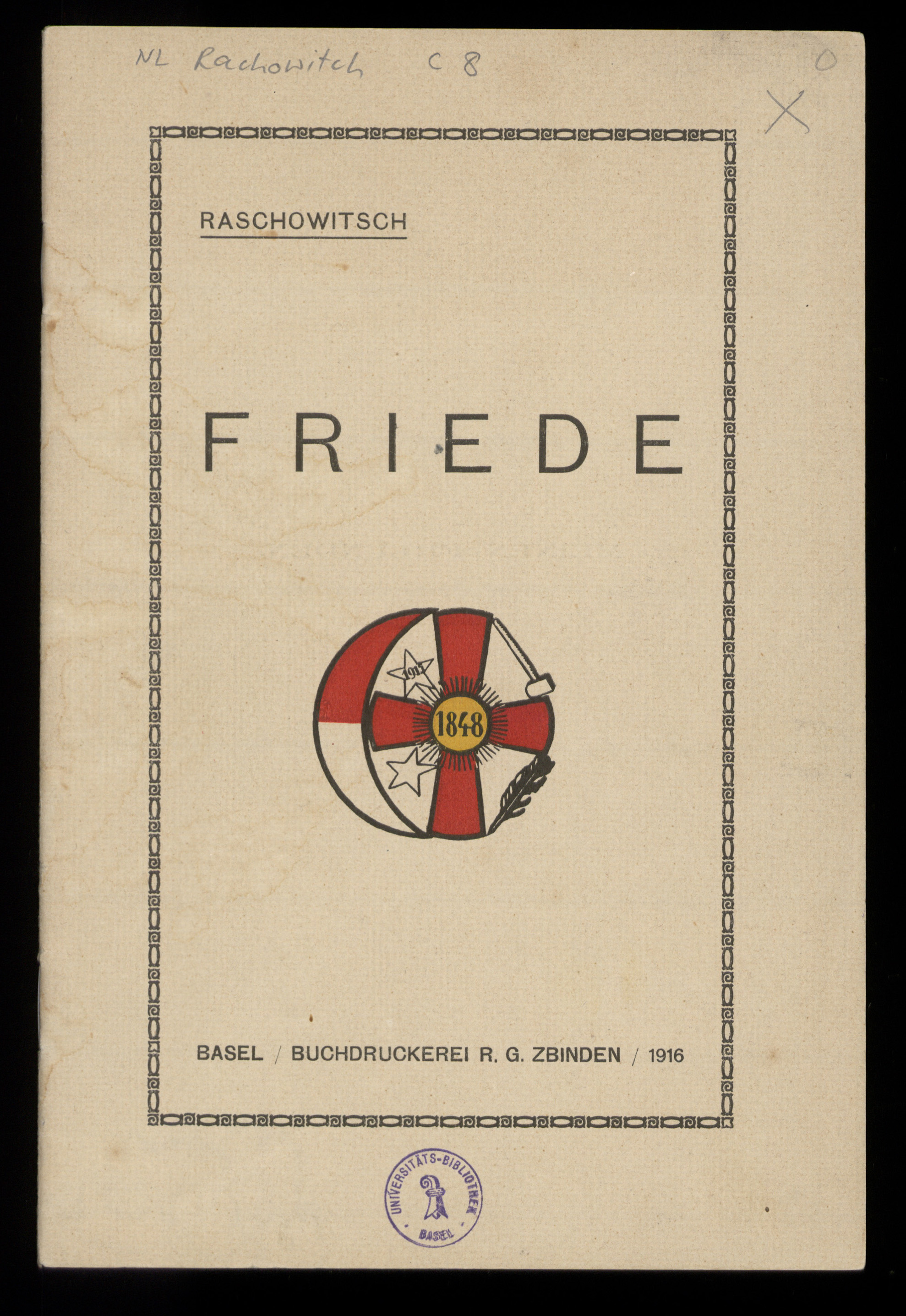
Titelblatt von [Mirko] Raschowitsch: Friede. R. G. Zbinden, Basel 1916.

Mirko Rachowitch (* 1889 in Montenegro; † 14. Januar 1961 in Chêne-Bougeries; Nachname auch Raschvitch, Rachovitch, Raschovitch, Raschowitsch, vermutlich ursprünglich: Rašović) war ein montenegrinischer Arzt, (Laien-)Schriftsteller, Verfasser politischer Briefe und Manifeste sowie Pazifist.

## Leben
Der Lebenslauf Mirko Rachowitchs ist in Ermangelung eines reichen Quellenfundus nur fragmentarisch zu rekonstruieren. Laut eigenen Angaben wurde er 1889 noch im alten Fürstentum Montenegro unter Nikola I. Petrović Njegoš geboren. Seine familiäre Situation bleibt weitestgehend im Dunkeln, einzig ein Bruder findet in seinem Nachlass Erwähnung. Vor seiner Emigration nahm er wohl 1912/13 gemeinsam mit seinem Vater Sirdar Risto Rachovitch, der schon im russisch-osmanischen Krieg mitgekämpft hatte, an den Balkankriegen am Unabhängigkeitskampf seiner Heimat Montenegro teil. In diesem praktizierte er bereits in jugoslawischen Gefangenenlagern auf medizinischem Gebiet.
Sein Medizinstudium absolvierte Rachowitch an den Universitäten Basel, Genf und Bern. In Basel immatrikulierte er sich erstmals am 29. April 1912, verließ aber die Universität am 13. Mai 1913 wieder. Am 15. Oktober 1913 immatrikulierte er sich erneut an der Universität Basel, um diese am 3. Januar 1919 zu verlassen. 1918 wurde er bei Robert Bing mit der Schrift Die kriegsneurologische Bedeutung der kollateralen Verbindungen zwischen den Nervenstämmen der oberen Extremität promoviert. Am 28. Oktober 1921 schrieb er sich abermals in Basel ein und blieb bis zum Wintersemester 1923/1924.
Neben seinem eigentlichen Studium engagierte sich Rachowitch in seiner Zeit an der Universität Basel in der von ihm mitbegründeten sogenannten Studenten-Internationalen, einer Studierendenvereinigung, die pazifistische Ziele während des Ersten Weltkriegs verfolgte. Im Zuge seines pazifistischen Engagements an der Universität entstand das Manifest Friede und der offene Brief «Fürs Leben nicht für den Mord», den mehrere Basler Kommilitonen unterschrieben.
Nach Abschluss seines Studiums praktizierte Rachowitch als Arzt. 1934 promovierte er erneut an der Universität Lausanne bei Louis Michaud. Weiterhin beschäftigten ihn Ideen um den Weltfrieden und Pazifismus, die er in Briefen an Personen aus Politik und dem öffentlichen Leben festhielt, beispielsweise an Edvard Beneš oder den damals bereits ehemaligen montenegrinischen König Nikola I. Petrović Njegoš. Daneben schrieb er weiterhin Essays und offene Briefe an den Völkerbund oder Moskau und bemühte sich um Verbreitung seiner Schriften.
Sein literarisches Werk, das nur in seinem Nachlass überliefert ist, besteht aus einem vierbändigen Drama-Manuskript «Mephistopheles. Dialog zwischen Osten und Westen», in dem Rachowitch unter dem Alias «Unbekannter» Themen des nahen Weltgeschehens der Zwischenkriegszeit und der Zeit des Zweiten Weltkriegs thematisiert. Die Hauptfigur Slobodan Slobodanowitsch trifft in Begleitung des Mephisto Figuren der Zeitgeschichte wie Stalin, Hitler oder Mussolini.
Rachowitch schrieb in deutscher, französischer und englischer Sprache, die Schreibweise seines Nachnamens variierte er je nach Zeit und Ort, da die Transkription aus dem Montenegrinischen nicht eindeutig ist.
Sein Nachlass mit seinen Schriften kam 1983 an die Universitätsbibliothek Basel.

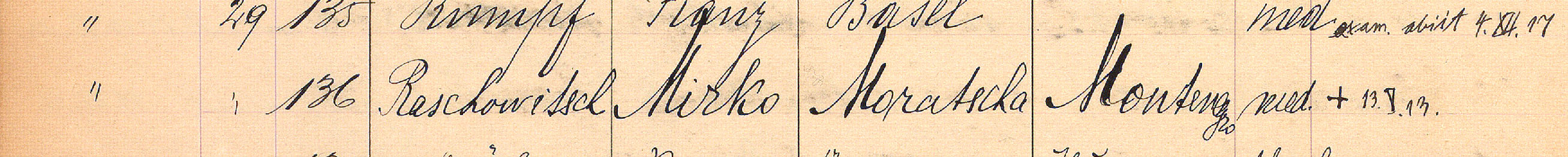
Rektoratsmatrikel der Universität Basel, Eintrag von Mirko Rachowitch (29. April 1912).

## Ideenwelt
Kern von Rachowitchs Ideenwelt sind die Themen Frieden und Pazifismus. In seinen Manifesten thematisierte er häufig am Beispiel zeitnaher Ereignisse die Missstände und präsentierte seine Lösungsansätze. So stellten für Rachowitch nicht Waffenstillstände oder Diplomatie die Basis für einen nachhaltigen Frieden, sondern eine Friedenserziehung, die nur über eine international vernetzte Studierendenschaft erreicht werden könne. Auch die Emanzipation der Frau spielt bei einem dauerhaften Frieden eine maßgebliche Rolle.
Dem Völkerbund war Rachowitch äußerst zugeneigt, zudem finden sich in seinem Nachlass Ansätze zu den Ideen einer Europäischen Union im Sinne des damaligen Paneuropa-Gedankens. Allgemein kritisierte er Militarismus, den er Ende der 30er Jahre mit dem Preußentum gleichsetzte. Dementsprechend sah er in den beiden Figuren des Faschismus, Hitler und Mussolini, aber auch in Stalin Gefahren für den Weltfrieden.
Dem Schicksal seiner Heimat blieb Rachowitch eng verbunden. Er kommentierte die historischen Ereignisse um Montenegro stets mit kritischem Auge. Dem abgedankten König Nikola I. war er sehr geneigt, das Eingreifen Österreichs kommentierte er äußerst kritisch mit «Zurück Österreich!» und die weltpolitischen Ambitionen des kroatischen Politikers Radić kritisierte er offen als Prinzipienlosigkeit und Vorherrschaft zuungunsten der umliegenden südosteuropäischen Staaten. Allgemein war ihm ein freier Balkan und ein freies Montenegro wichtig.

## Werke

### Veröffentlichungen
- [Mirko] Raschowitsch: Friede. R. G. Zbinden, Basel 1916.
- [Mirko] Rachovitch: Die kriegsneurologische Bedeutung der kollateralen Verbindungen zwischen den Nervenstämmen der oberen Extremität. R. G. Zbinden, Basel 1918.
- [Mirko] Rachovitch: La Société des Nations et les Problèmes Mondiaux. Tribune de Genève, Genf 1927.
- Mirko Rachovitch: Contribution à l'Étude de la Paralysie périodique ou paroxystique. Tribune de Genève, Genf 1934.
- [Mirko] Rachovitch: Manifeste des Serbes XXe Siècle. «Liberté ou Mort!» Tribune de Genève, Genf 1945.

### Literarische Werke
- «Mephistopheles I. Dialog zwischen Osten und Westen in zwischen zwei Weltkriege, Deutsche-Drama, Hitler-Spiel, Europeischen-Theater; Welt-Tragedie: Diktaturen, Rüstungen und wieder der Krieg» (Manuskript).
- «Mephistopheles II. Dialog zwischen Osten und Westen: - Willen zu Macht - Krieg ohne Kriegserklärung - Uberfall!» (Manuskript).
- «Mephistopheles III. Dialog zwischen Osten und Westen nach dem Zweiten Weltkrieg, Waffenstillstand, fieberhaften Rüstungen und den Frieden - beschwören?» (Manuskript).
- «Mephistopheles IV. Dialogue zwischen Osten und Westen - Krieg und Frieden - Mephistopheles Spiel: Deutschen Drama, Europeischen Theather Welttragedie Rüstung - die Wissenschafts und Glauben» (Manuskript).
- [Gespräch zwischen M und U] (Manuskript).
- «Wozu lebe ich?» Wien, 1922 (Manuskript).

### Essays und Manifeste
- «Fürs Leben nicht für den Mord». Basel, 28. Januar 1915 (Manuskript).
- «Nach Genf oder Moskau». Bern, 7. September 1924 (Manuskript).
- «Velker-Bund § Welt Probleme: Abristung, Frauen-Frage und 'Le mariage - merical'» (Manuskript).
- «Die treue Wacht!», bei Skadar-Skutari, im April 1913 (Manuskript).
- «Les Balkans aux Balkanikes». Genf, 8. Dezember 1925 (deutsch und französisch) (Manuskript).
- «S.H.S.» Bern, 25. März 1925 (Manuskript).
- «An dem känig von Monténégro. Nikola I. Petrovicht-Negos». Februar 1916 (Manuskript).
- «Ich liebe meinen Heimats...» (Manuskript).

### Briefe
- Brief an Tadesse Machacha in Addis Abeba, Äthiopien, Bern, 13. August 1935 (Manuskript).
- Brief an Édouard Helsey (Journal de Paris), Genf, 2. März 1938 (Manuskript).
- Brief an Edvard Beneš, Genf, 1. November 1939 (Manuskript).